# Can Prat de la Riba
Can Prat de la Riba és una masia al poble de Bigues, en el terme municipal de Bigues i Riells, a la comarca catalana del Vallès Oriental. La imatge actual respon a una ampliació feta a finals del segle xx. És al sector de ponent del terme del poble de Bigues, ja ratllant el terme del de Riells del Fai. És a l'esquerra del torrent del Quirze, al nord-oest de Can Mas de Baix i al sud-est de Can Mas de Dalt. És a ponent de la Baga de Can Prat, al nord-oest de les Vinyes del Margarit i en el vessant nord del Turó del Rull.

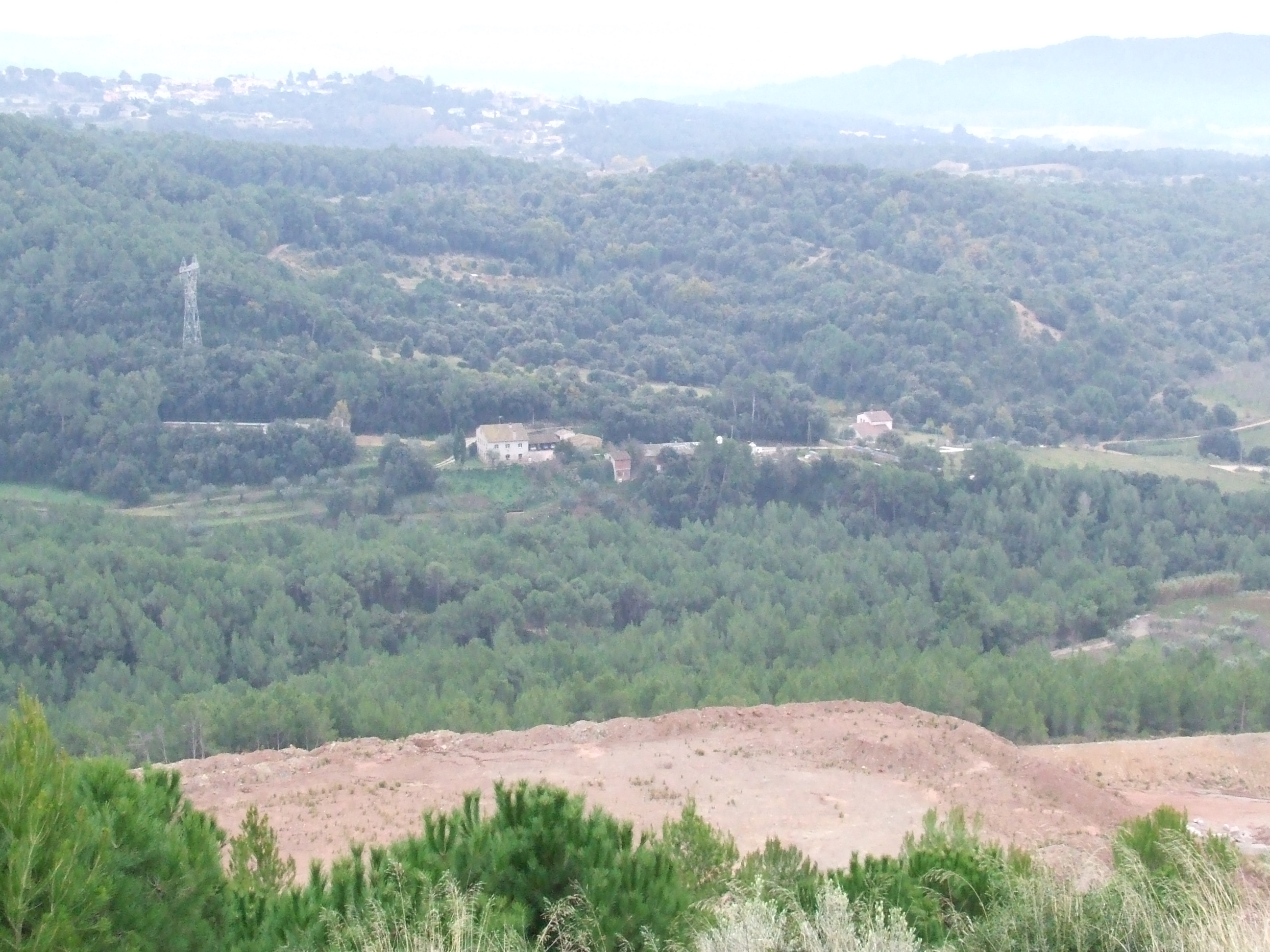
Can Prat de la Riba, des de Can Vileu

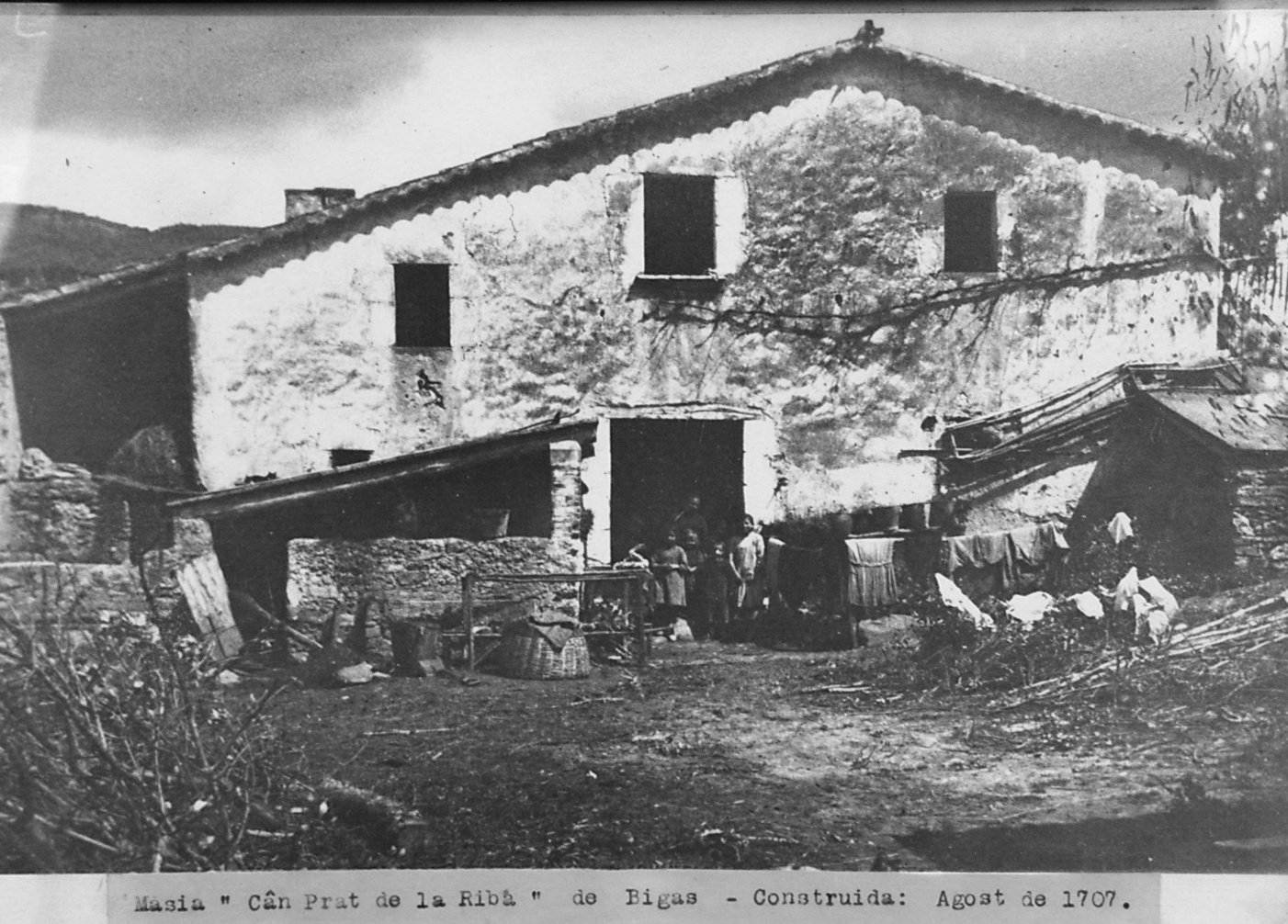
Can Prat de la Riba el 1915

S'hi accedeix per una pista rural en bon estat que arrenca del punt quilomètric 23,1 de la carretera BP-1432, des d'on surt cap al nord-est i en 600 metres mena fins a la masia de Can Prat de la Riba.
Està inclosa a l'Inventari del patrimoni cultural i en el Catàleg de masies i cases rurals de Bigues i Riells.

## Història
Fou la casa pairal dels Prat de la Riba, fins que l'avi d'Enric Prat de la Riba i Sarrà, Ignasi Prat de la Riba i Padrós, morí en un assalt sofert per la masia. La seva vídua, àvia de l'il·lustre polític, després del fet es traslladà a Castellterçol, on s'arrelà des d'aleshores la família que duia el nom de la masia.
El membre més antic conegut d'aquesta nissaga és Antoni Prat-Ferrer, documentat abans del 1581; a partir d'ells, és coneguda la línia successòria següent, sempre de pare a fill: Benet Prat-Ferrer (1581), Joan Prat-Ferrer i Garriga (1620), Joan Prat-Ferrer i Canals (1653), Joan Prat de la Riba i Margarit (1681), Josep Prat de la Riba i Puigvert (1715), Vicenç Prat de la Riba i Rocasalbes (1737), Josep Prat de la Riba i Barbany (1785), Ignasi Prat de la Riba i Padrós (1825), Esteve Prat de la Riba i Magarins (1843 - 1898) i, finalment, Enric Prat de la Riba i Sarrà (1870 - 1917). Els dos darrers, nascuts tots dos a Castellterçol, ja no visqueren a Can Prat de la Riba de Bigues.